# Distretto di Tindouf
Il distretto di Tindouf è un distretto della provincia di Tindouf, in Algeria, con capoluogo Tindouf.

## Comuni
Il distretto di Tindouf comprende 2 comuni:
- Tindouf
- Oum el Assel